# Karel III van Parma
Ferdinand Karel Maria Jozef Victor Balthasar van Bourbon-Parma (Lucca, 14 januari 1823 – Parma, 27 maart 1854) was van 1849 tot 1854 hertog van Parma. Zijn eerste voornaam Ferdinand werd weinig gebruikt en hij staat verder bekend als Karel III van Parma.

## Leven
Karel was de zoon van hertog Karel II en Maria Theresia van Sardinië, dochter van koning Victor Emanuel I van Sardinië. Hij besteeg de troon toen zijn vader, die zijn land wegens een revolutie was ontvlucht, op 14 maart 1849 vanuit zijn ballingsoord troonsafstand deed. In augustus kon hij onder bescherming van Oostenrijkse troepen naar Parma terugkeren. Hij bracht in tegenstelling tot zijn vader zijn tijd grotendeels in Parma door en vooral de plaatselijke vrouwen konden zich in zijn interesse verheugen. Hij voerde een uiterst reactionair en despotisch bewind en werd op 27 maart 1854 op straat door Antonio Carra doodgestoken. Omdat zijn zoon Robert I nog minderjarig was, trad zijn echtgenote Louise Maria Theresia, dochter van Karel Ferdinand, hertog van Berry, als regentes op.

## Kinderen
Karel en Louise Maria hadden de volgende kinderen:
- Margaretha (1 januari 1847 – 29 januari 1893), gehuwd met Carlos María de los Dolores de Borbón
- Robert I, hertog van Parma (9 juli 1848 – 16 november 1907), gehuwd met Maria Pia van Bourbon-Sicilië, grootouders van groothertog Jan van Luxemburg
- Alice (27 december 1849 – 16 januari 1935), gehuwd met Ferdinand IV van Toscane
- Hendrik (12 februari 1851 – 14 april 1905), gehuwd in 1873 met prinses Maria Louise van Bourbon-Sicilië (dochter van koning Ferdinand II der Beide Siciliën), die één jaar later overlijdt; Hendrik hertrouwt in 1876 met Adelgunde van Bragança (1858–1946), dochter van Michael I van Portugal

## Kwartierstaat
| Ferdinand I van Parma (1751-1802) | Ferdinand I van Parma (1751-1802) | Ferdinand I van Parma (1751-1802) | Ferdinand I van Parma (1751-1802) | Ferdinand I van Parma (1751-1802)  | Ferdinand I van Parma (1751-1802)  | Maria Amalia van Oostenrijk (1746-1804) | Maria Amalia van Oostenrijk (1746-1804) | Maria Amalia van Oostenrijk (1746-1804) | Maria Amalia van Oostenrijk (1746-1804) | Maria Amalia van Oostenrijk (1746-1804) | Maria Amalia van Oostenrijk (1746-1804) |                                        |                                        | Karel IV van Spanje (1748-1819)        | Karel IV van Spanje (1748-1819)        | Karel IV van Spanje (1748-1819)      | Karel IV van Spanje (1748-1819)      | Karel IV van Spanje (1748-1819)      | Karel IV van Spanje (1748-1819)      | Maria Louisa van Parma (1751-1819)   | Maria Louisa van Parma (1751-1819)   | Maria Louisa van Parma (1751-1819) | Maria Louisa van Parma (1751-1819) | Maria Louisa van Parma (1751-1819) | Maria Louisa van Parma (1751-1819) |  |  | Victor Amadeus III van Sardinië (1726-1796) | Victor Amadeus III van Sardinië (1726-1796) | Victor Amadeus III van Sardinië (1726-1796) | Victor Amadeus III van Sardinië (1726-1796) | Victor Amadeus III van Sardinië (1726-1796) | Victor Amadeus III van Sardinië (1726-1796) | Maria Antonia van Bourbon (1729-1785)     | Maria Antonia van Bourbon (1729-1785)     | Maria Antonia van Bourbon (1729-1785)     | Maria Antonia van Bourbon (1729-1785)     | Maria Antonia van Bourbon (1729-1785)   | Maria Antonia van Bourbon (1729-1785)   |                                         |                                         | Ferdinand van Oostenrijk (1754-1806)    | Ferdinand van Oostenrijk (1754-1806)    | Ferdinand van Oostenrijk (1754-1806)           | Ferdinand van Oostenrijk (1754-1806)           | Ferdinand van Oostenrijk (1754-1806)           | Ferdinand van Oostenrijk (1754-1806)           | Maria Beatrice d'Este (1750-1829)              | Maria Beatrice d'Este (1750-1829)              | Maria Beatrice d'Este (1750-1829) | Maria Beatrice d'Este (1750-1829) | Maria Beatrice d'Este (1750-1829) | Maria Beatrice d'Este (1750-1829) |  |  |  |  |  |  |  |  |  |  |  |  |  |  |  |  |  |  |  |  |  |  |  |  |  |  |  |  |  |  |  |  |  |  |  |  |  |  |  |  |  |  |  |  |  |  |  |  |
| Ferdinand I van Parma (1751-1802) | Ferdinand I van Parma (1751-1802) | Ferdinand I van Parma (1751-1802) | Ferdinand I van Parma (1751-1802) | Ferdinand I van Parma (1751-1802)  | Ferdinand I van Parma (1751-1802)  | Maria Amalia van Oostenrijk (1746-1804) | Maria Amalia van Oostenrijk (1746-1804) | Maria Amalia van Oostenrijk (1746-1804) | Maria Amalia van Oostenrijk (1746-1804) | Maria Amalia van Oostenrijk (1746-1804) | Maria Amalia van Oostenrijk (1746-1804) |                                        |                                        | Karel IV van Spanje (1748-1819)        | Karel IV van Spanje (1748-1819)        | Karel IV van Spanje (1748-1819)      | Karel IV van Spanje (1748-1819)      | Karel IV van Spanje (1748-1819)      | Karel IV van Spanje (1748-1819)      | Maria Louisa van Parma (1751-1819)   | Maria Louisa van Parma (1751-1819)   | Maria Louisa van Parma (1751-1819) | Maria Louisa van Parma (1751-1819) | Maria Louisa van Parma (1751-1819) | Maria Louisa van Parma (1751-1819) |  |  | Victor Amadeus III van Sardinië (1726-1796) | Victor Amadeus III van Sardinië (1726-1796) | Victor Amadeus III van Sardinië (1726-1796) | Victor Amadeus III van Sardinië (1726-1796) | Victor Amadeus III van Sardinië (1726-1796) | Victor Amadeus III van Sardinië (1726-1796) | Maria Antonia van Bourbon (1729-1785)     | Maria Antonia van Bourbon (1729-1785)     | Maria Antonia van Bourbon (1729-1785)     | Maria Antonia van Bourbon (1729-1785)     | Maria Antonia van Bourbon (1729-1785)   | Maria Antonia van Bourbon (1729-1785)   |                                         |                                         | Ferdinand van Oostenrijk (1754-1806)    | Ferdinand van Oostenrijk (1754-1806)    | Ferdinand van Oostenrijk (1754-1806)           | Ferdinand van Oostenrijk (1754-1806)           | Ferdinand van Oostenrijk (1754-1806)           | Ferdinand van Oostenrijk (1754-1806)           | Maria Beatrice d'Este (1750-1829)              | Maria Beatrice d'Este (1750-1829)              | Maria Beatrice d'Este (1750-1829) | Maria Beatrice d'Este (1750-1829) | Maria Beatrice d'Este (1750-1829) | Maria Beatrice d'Este (1750-1829) |  |  |  |  |  |  |  |  |  |  |  |  |  |  |  |  |  |  |  |  |  |  |  |  |  |  |  |  |  |  |  |  |  |  |  |  |  |  |  |  |  |  |  |  |  |  |  |  |
|                                   |                                   |                                   |                                   |                                    |                                    |                                         |                                         |                                         |                                         |                                         |                                         |                                        |                                        |                                        |                                        |                                      |                                      |                                      |                                      |                                      |                                      |                                    |                                    |                                    |                                    |  |  |                                             |                                             |                                             |                                             |                                             |                                             |                                           |                                           |                                           |                                           |                                         |                                         |                                         |                                         |                                         |                                         |                                                |                                                |                                                |                                                |                                                |                                                |                                   |                                   |                                   |                                   |  |  |  |  |  |  |  |  |  |  |  |  |  |  |  |  |  |  |  |  |  |  |  |  |  |  |  |  |  |  |  |  |  |  |  |  |  |  |  |  |  |  |  |  |  |  |  |  |
|                                   |                                   |                                   |                                   | Lodewijk I van Etrurië (1773-1803) | Lodewijk I van Etrurië (1773-1803) | Lodewijk I van Etrurië (1773-1803)      | Lodewijk I van Etrurië (1773-1803)      | Lodewijk I van Etrurië (1773-1803)      | Lodewijk I van Etrurië (1773-1803)      |                                         |                                         |                                        |                                        |                                        |                                        | Maria Louisa van Bourbon (1782−1824) | Maria Louisa van Bourbon (1782−1824) | Maria Louisa van Bourbon (1782−1824) | Maria Louisa van Bourbon (1782−1824) | Maria Louisa van Bourbon (1782−1824) | Maria Louisa van Bourbon (1782−1824) |                                    |                                    |                                    |                                    |  |  |                                             |                                             |                                             |                                             | Victor Emanuel I van Sardinië (1759-1824)   | Victor Emanuel I van Sardinië (1759-1824)   | Victor Emanuel I van Sardinië (1759-1824) | Victor Emanuel I van Sardinië (1759-1824) | Victor Emanuel I van Sardinië (1759-1824) | Victor Emanuel I van Sardinië (1759-1824) |                                         |                                         |                                         |                                         |                                         |                                         | Maria Theresia van Oostenrijk-Este (1773-1832) | Maria Theresia van Oostenrijk-Este (1773-1832) | Maria Theresia van Oostenrijk-Este (1773-1832) | Maria Theresia van Oostenrijk-Este (1773-1832) | Maria Theresia van Oostenrijk-Este (1773-1832) | Maria Theresia van Oostenrijk-Este (1773-1832) |                                   |                                   |                                   |                                   |  |  |  |  |  |  |  |  |  |  |  |  |  |  |  |  |  |  |  |  |  |  |  |  |  |  |  |  |  |  |  |  |  |  |  |  |  |  |  |  |  |  |  |  |  |  |  |  |
|                                   |                                   |                                   |                                   | Lodewijk I van Etrurië (1773-1803) | Lodewijk I van Etrurië (1773-1803) | Lodewijk I van Etrurië (1773-1803)      | Lodewijk I van Etrurië (1773-1803)      | Lodewijk I van Etrurië (1773-1803)      | Lodewijk I van Etrurië (1773-1803)      |                                         |                                         |                                        |                                        |                                        |                                        | Maria Louisa van Bourbon (1782−1824) | Maria Louisa van Bourbon (1782−1824) | Maria Louisa van Bourbon (1782−1824) | Maria Louisa van Bourbon (1782−1824) | Maria Louisa van Bourbon (1782−1824) | Maria Louisa van Bourbon (1782−1824) |                                    |                                    |                                    |                                    |  |  |                                             |                                             |                                             |                                             | Victor Emanuel I van Sardinië (1759-1824)   | Victor Emanuel I van Sardinië (1759-1824)   | Victor Emanuel I van Sardinië (1759-1824) | Victor Emanuel I van Sardinië (1759-1824) | Victor Emanuel I van Sardinië (1759-1824) | Victor Emanuel I van Sardinië (1759-1824) |                                         |                                         |                                         |                                         |                                         |                                         | Maria Theresia van Oostenrijk-Este (1773-1832) | Maria Theresia van Oostenrijk-Este (1773-1832) | Maria Theresia van Oostenrijk-Este (1773-1832) | Maria Theresia van Oostenrijk-Este (1773-1832) | Maria Theresia van Oostenrijk-Este (1773-1832) | Maria Theresia van Oostenrijk-Este (1773-1832) |                                   |                                   |                                   |                                   |  |  |  |  |  |  |  |  |  |  |  |  |  |  |  |  |  |  |  |  |  |  |  |  |  |  |  |  |  |  |  |  |  |  |  |  |  |  |  |  |  |  |  |  |  |  |  |  |
|                                   |                                   |                                   |                                   |                                    |                                    |                                         |                                         |                                         |                                         | Karel II van Bourbon-Parma (1799-1883)  | Karel II van Bourbon-Parma (1799-1883)  | Karel II van Bourbon-Parma (1799-1883) | Karel II van Bourbon-Parma (1799-1883) | Karel II van Bourbon-Parma (1799-1883) | Karel II van Bourbon-Parma (1799-1883) |                                      |                                      |                                      |                                      |                                      |                                      |                                    |                                    |                                    |                                    |  |  |                                             |                                             |                                             |                                             |                                             |                                             |                                           |                                           |                                           |                                           | Maria Theresia van Sardinië (1803-1879) | Maria Theresia van Sardinië (1803-1879) | Maria Theresia van Sardinië (1803-1879) | Maria Theresia van Sardinië (1803-1879) | Maria Theresia van Sardinië (1803-1879) | Maria Theresia van Sardinië (1803-1879) |                                                |                                                |                                                |                                                |                                                |                                                |                                   |                                   |                                   |                                   |  |  |  |  |  |  |  |  |  |  |  |  |  |  |  |  |  |  |  |  |  |  |  |  |  |  |  |  |  |  |  |  |  |  |  |  |  |  |  |  |  |  |  |  |  |  |  |  |
|                                   |                                   |                                   |                                   |                                    |                                    |                                         |                                         |                                         |                                         | Karel II van Bourbon-Parma (1799-1883)  | Karel II van Bourbon-Parma (1799-1883)  | Karel II van Bourbon-Parma (1799-1883) | Karel II van Bourbon-Parma (1799-1883) | Karel II van Bourbon-Parma (1799-1883) | Karel II van Bourbon-Parma (1799-1883) |                                      |                                      |                                      |                                      |                                      |                                      |                                    |                                    |                                    |                                    |  |  |                                             |                                             |                                             |                                             |                                             |                                             |                                           |                                           |                                           |                                           | Maria Theresia van Sardinië (1803-1879) | Maria Theresia van Sardinië (1803-1879) | Maria Theresia van Sardinië (1803-1879) | Maria Theresia van Sardinië (1803-1879) | Maria Theresia van Sardinië (1803-1879) | Maria Theresia van Sardinië (1803-1879) |                                                |                                                |                                                |                                                |                                                |                                                |                                   |                                   |                                   |                                   |  |  |  |  |  |  |  |  |  |  |  |  |  |  |  |  |  |  |  |  |  |  |  |  |  |  |  |  |  |  |  |  |  |  |  |  |  |  |  |  |  |  |  |  |  |  |  |  |
|                                   |                                   |                                   |                                   |                                    |                                    |                                         |                                         |                                         |                                         |                                         |                                         |                                        |                                        |                                        |                                        |                                      |                                      |                                      |                                      |                                      |                                      |                                    |                                    |                                    |                                    |  |  |                                             |                                             |                                             |                                             |                                             |                                             |                                           |                                           |                                           |                                           |                                         |                                         |                                         |                                         |                                         |                                         |                                                |                                                |                                                |                                                |                                                |                                                |                                   |                                   |                                   |                                   |  |  |  |  |  |  |  |  |  |  |  |  |  |  |  |  |  |  |  |  |  |  |  |  |  |  |  |  |  |  |  |  |  |  |  |  |  |  |  |  |  |  |  |  |  |  |  |  |
|                                   |                                   |                                   |                                   |                                    |                                    |                                         |                                         |                                         |                                         |                                         |                                         |                                        |                                        |                                        |                                        |                                      |                                      |                                      |                                      |                                      |                                      |                                    |                                    |                                    |                                    |  |  |                                             |                                             |                                             |                                             |                                             |                                             |                                           |                                           |                                           |                                           |                                         |                                         |                                         |                                         |                                         |                                         |                                                |                                                |                                                |                                                |                                                |                                                |                                   |                                   |                                   |                                   |  |  |  |  |  |  |  |  |  |  |  |  |  |  |  |  |  |  |  |  |  |  |  |  |  |  |  |  |  |  |  |  |  |  |  |  |  |  |  |  |  |  |  |  |  |  |  |  |
|                                   |                                   |                                   |                                   |                                    |                                    |                                         |                                         |                                         |                                         |                                         |                                         |                                        |                                        |                                        |                                        |                                      |                                      | Louise van Bourbon (1821-1823)       | Louise van Bourbon (1821-1823)       | Louise van Bourbon (1821-1823)       | Louise van Bourbon (1821-1823)       | Louise van Bourbon (1821-1823)     | Louise van Bourbon (1821-1823)     |                                    |                                    |  |  |                                             |                                             | Karel III van Bourbon-Parma (1823-1854)     | Karel III van Bourbon-Parma (1823-1854)     | Karel III van Bourbon-Parma (1823-1854)     | Karel III van Bourbon-Parma (1823-1854)     | Karel III van Bourbon-Parma (1823-1854)   | Karel III van Bourbon-Parma (1823-1854)   |                                           |                                           |                                         |                                         |                                         |                                         |                                         |                                         |                                                |                                                |                                                |                                                |                                                |                                                |                                   |                                   |                                   |                                   |  |  |  |  |  |  |  |  |  |  |  |  |  |  |  |  |  |  |  |  |  |  |  |  |  |  |  |  |  |  |  |  |  |  |  |  |  |  |  |  |  |  |  |  |  |  |  |  |

- Bibliothèque nationale de France: cb15060729r (data)
- Gemeinsame Normdatei: 123937620
- International Standard Name Identifier: 0000 0001 1664 0502
- Library of Congress Control Number: n84236700
- Istituto Centrale per il Catalogo Unico: MUSV013542
- Système universitaire de documentation: 076538621
- Virtual International Authority File: 67882207
- WorldCat: E39PBJmdryPKB63DYHBJbTQjG3